# Hemiwinthemia calva
Hemiwinthemia calva är en tvåvingeart som beskrevs av Villeneuve 1938. Hemiwinthemia calva ingår i släktet Hemiwinthemia och familjen parasitflugor.
Artens utbredningsområde är Kongo. Inga underarter finns listade i Catalogue of Life.